# Harry Payne Whitney
Harry Payne Whitney (29 avril 1872 - 26 octobre 1930) était un homme d'affaires américain, éleveur de chevaux pur-sang anglais, et membre de l'éminente famille Whitney.
Il est le fils de William Collins Whitney.

## Biographie
Le 18 avril 1909, alors qu'il a rejoint le Roosevelt pour hiverner et pratiquer la chasse aux morses avec les inuits, et que l'on attend le retour de Robert Peary de son expédition au Pôle Nord, il aperçoit trois silhouettes progressant lentement le long de la côte de l'île d'Ellesmere avec un traineau sans chien. L'une de ces silhouettes est Frederick Cook et il déclare avoir atteint, le premier, le pôle. Il s'agit ainsi du début de la polémique sur le véritable conquérant du Pôle Nord.